# Brytyjskie Wyspy Dziewicze na Letnich Igrzyskach Olimpijskich 1996
Brytyjskie Wyspy Dziewicze na Letnich Igrzyskach Olimpijskich 1996 reprezentowało 7 zawodników, sami mężczyźni.

## Lekkoatletyka
- Greg Rhymer

bieg na 200 m (odpadł w 1 rundzie eliminacji)
- Keita Cline

skok w dal – 40. miejsce
- Ralston Varlack, Keita Cline, Willis Todman, Mario Todman

Sztafeta 4 x 100 m – odpadli w eliminacjach
- Mario Todman, Steve Augustine, Greg Rhymer, Ralston Varlack

Sztafeta 4 x 100 m – odpadli w eliminacjach

## Zeglarstwo
- Robert Hirst

Klasa Laser – 25. miejsce